# Споменик Хејдару Алијеву у Београду
Споменик Хејдару Алијеву је споменик у Београду. Налази се у Ташмајданском парк, општини Палилула.

## Подизање споменика
Споменик је свечано откривен 8. јуна 2011. године приликом отварања реконструисаног парка Ташмајдан, у присуству тадашњег председника Србије Бориса Тадића и градоначелника Београда, Драгана Ђиласа. Споменик је открио председник Азербејџана и син Хејдара Алијева, Илхам Алијев.
Хејдар Алирза оглу Алијев (азер. Heydər Əlirza oğlu Əliyev; 1923 — 2003) је био трећи председник Азербејџана, од 24. јуна 1993. до 31. октобра 2003. године.